# Francisco Rossi
Francisco Rossi de Almeida (Caçapava, 10 de julho de 1940) é um radialista, advogado e político brasileiro filiado ao Partido Liberal. Foi por duas vezes prefeito de Osasco, Deputado Federal e Secretário Estadual por São Paulo e duas vezes candidato ao governo do estado, em 1994 e 1998.

## Biografia
Francisco Rossi foi por duas vezes prefeito da cidade de Osasco (1973-1977 e 1989-1993). Na gestão de Paulo Maluf no governo paulista (1979-1982), exerceu o cargo de secretário de Educação e Turismo entre 4 de junho de 1980 e 15 de maio de 1981.
Tentou por três vezes a candidatura à prefeitura de São Paulo. Na primeira delas, em 1985, foi o quarto colocado entre onze candidatos – mesmo tendo a candidatura sido lançada por um pequeno partido, o PCN. Tentou o cargo por mais duas vezes, sem sucesso: 1996 e 2004. Disputou as eleições para o governo estadual pelo PDT, em 1994 (chegando ao segundo turno) e em 1998 (ficando em quarto lugar), pleitos vencidos por Mário Covas.
Participou da Assembleia Constituinte de 1987, sendo relator da Subcomissão do Sistema Eleitoral e dos Partidos Políticos. Como deputado constituinte, Rossi declarou não fazer parte do centrão, motivo pelo qual chegou a ser hostilizado por seus colegas do PTB. Em entrevista ao jornalista Luiz Maklouf Carvalho, anos depois, contou que quase chegou às vias de fato com o deputado Roberto Cardoso Alves: "Você é de direita, rapaz, você veio da Arena", ele teria lhe dito. Disputava-se principalmente a extensão do mandato presidencial, com o centrão apoiando a preferência de José Sarney por cinco anos. Segundo Rossi, o deputado Zé Lourenço chegou a se ajoelhar na sua frente, implorando: "Pelo amor de Deus, põe cinco anos aí no seu relatório." Na mesma entrevista, Rossi conta que lhe ofereceram uma rádio FM e a direção do INAMPS, que ele negou. Quando perguntado diretamente se não teria sido melhor ter aceito, Rossi respondeu:
| “ | Ah, hoje eu estaria numa situação invejável. Eu fico pensando: o que valeu dar tanto a cara para bater, radicalizar tanto? O que custava dar mais um ano para o Sarney? Para mim não custava nada, porque de qualquer maneira não adiantou nada o meu relatório por quatro anos. Mas o importante é você saber que, quando estava lá, procurou fazer o melhor. | ” |

No seu relatório constava um artigo das disposições transitórias para a realização de eleições, em todos os níveis de governo, 90 dias após a aprovação da Constituição. Rossi foi contrário a votação em dois turnos nas eleições municipais, por acreditar que isso prejudicaria suas chances em Osasco; chegou a defender a votação em dois turnos apenas para cidades de mais de 500 mil eleitores (Osasco tinha, na época, pouco mais de 400 mil).
Rossi relatou também sofrer na época da constituinte de síndrome do pânico, e que não compartilhava sua condição com outros por vergonha; relatou ainda que superou-a completamente quando converteu-se evangélico.
Em 2009, foi derrotado na eleição do Diretório do PMDB de São Paulo por Orestes Quércia tendo apenas 73 votos enquanto Quércia teve quase 600.
Um dos seus maiores feitos, no entanto, foi a canção "Francisco Rossi pra Osasco melhorar", composta para a eleição de 1972 e reaproveitada na de 1988.[carece de fontes?] Nas campanhas para a prefeitura paulistana, substituiu o nome da cidade da Grande São Paulo pelo da capital paulista.
Sua última candidatura municipal foi em 2012, quando se lançou candidato a prefeito de Osasco pelo PMDB, na coligação Compromisso com a Verdade (PMDB, PP, PSC). Em 2016, sua esposa, Ana Maria Rossi, foi eleita vice-prefeita de Osasco na chapa de Rogério Lins.
Rossi chegou a ser cogitado como vice na chapa de Márcio França para a eleição estadual de 2018. No mesmo ano, candidatou-se a deputado estadual, mas acabou não sendo eleito, sendo o 190º mais votado do com 24.533 votos.
É pai da ex-vereadora de Osasco Ana Paula Rossi, falecida em 8 de setembro de 2024, aos 55 anos, vítima de câncer do tipo não Hodgkin, descoberto em julho do mesmo ano.
Em fevereiro de 2021, em entrevista ao programa Fala a Verdade da TV Osasco, Rossi confirmou que Ana Paula candidatar-se-ia à deputada estadual (em dobradinha junto com Ribamar Silva, para federal). Na ocasião, apoiou a filha afirmando: "Ela tem 17 anos de vida pública, ela é íntegra.
Francisco, sua esposa e sua filha apoiaram Jair Bolsonaro na eleição presidencial e Tarcísio Freitas para eleição para governador de 2022.